# Zákaz
Zákaz je pokyn (negativní příkaz) nedopustit se nějakého jednání. Může být vyjádřen jako pravidlo, směrnice, rozkaz či právní norma. Podobnými pojmy jsou tabu, prohibice nebo interdikt, zatímco protikladné pojmy jsou např. povolení či pozitivní příkaz. Zákazy stejně jako příkazy omezují svobodu a autonomii rozhodujícího se a jednajícího člověka.
V oblasti veřejnoprávní regulace může jít typicky o dopravní zákazy, které bývají vyjádřeny zákazovou dopravní značkou (např. „zákaz vjezdu“), prohibici (zákaz prodávání a distribuce alkoholu), zákaz či omezení kouření na pracovištích a veřejných místech a vůbec všechny ostatní zákazy uložené veřejnou mocí.